# سوپر جام فوتبال ایران ۱۴۰۱
سوپر جام فوتبال ایران ۱۴۰۱ هشتمین دورهٔ مسابقهٔ سوپر جام فوتبال ایران بود که بین قهرمان لیگ برتر ۰۱–۱۴۰۰ و قهرمان جام حذفی ۰۱–۱۴۰۰ توسط فدراسیون فوتبال ایران برگزار شد.
تیم استقلال تهران با پیروزی برابر تیم نساجی مازندران برای اولین بار قهرمان این دوره از رقابت‌ها شد.

## برگزاری
باشگاه فوتبال استقلال تهران، قهرمان لیگ برتر فوتبال ایران ۰۱–۱۴۰۰ و باشگاه فوتبال نساجی مازندران، قهرمان جام حذفی فوتبال ایران ۰۱–۱۴۰۰ دو تیم راه یافته به این مسابقه هستند.

## تیم‌ها
| تیم            | عنوان                                | دیدارهای پیشین (اعداد پررنگ نشان دهنده قهرمانی) |
| -------------- | ------------------------------------ | ----------------------------------------------- |
| استقلال تهران  | قهرمان لیگ برتر فوتبال ایران ۰۱–۱۴۰۰ | ۱ (۱۳۹۷)                                        |
| نساجی مازندران | قهرمان جام حذفی فوتبال ایران ۰۱–۱۴۰۰ | بدون حضور                                       |

## اطلاعات مسابقه سوپر جام
| استقلال تهران        | ۱–۰ | نساجی مازندران |
| -------------------- | --- | -------------- |
| ۵۲' امیرارسلان مطهری |     |                |

| بهترین بازیکن بازی: امیرارسلان مطهری (استقلال) داور: بیژن حیدری کمک‌داوران: محمدرضا منصوری، مرتضی منصوریان، عسگر محمدی | قوانین مسابقه - ۹۰ دقیقه وقت معمول مسابقه. - ۳۰ دقیقه وقت اضافه در صورت لزوم. - در صورتی‌که همچنان مسابقه مساوی بود، تیم برنده با ضربات پنالتی مشخص خواهد شد. - هر تیم ۱۲ بازیکن ذخیره خواهد داشت. - در طول مسابقه هر تیم اجازه ۵ تعویض دارند. - در صورت کشیده شدن به وقت اضافه، یک تعویض دیگر نیز مجاز است. |

## حواشی و اتفاقات
در جشن قهرمانی همه بازیکنان استقلال تهران به احترام جنبش خیزش ۱۴۰۱ ایران دست به سینه بودند و در جشن قهرمانی شادی نکردند؛ همچنین به مسئولان ورزشگاه باهنر کرمان اعلام داشتند که در صورت نورافشانی و پرتاب کاغذ رنگی آنها در جشن قهرمانی شرکت نخواهند کرد در پی این اتفاقات صداسیمای جمهوری اسلامی بخاطر این حرکت بازیکنان استقلال پخش مراسم جشن قهرمانی را نیمه تمام گذاشت و نشان نداد.
مهدی قائدی، مهاجم آبی‌پوشان پایتخت تصویری از جام قهرمانی به‌همراه هشتگ میلاد زارع در اینستاگرامش منتشر کرد تا یاد هوادار کشته‌شده استقلال را زنده نگه دارد. میلاد زارع، هوادار متعصب استقلال تهران شب سی‌ام شهریور در شهرستان بابل در جریان خیزش انقلابی ایرانیان توسط نیروهای سرکوب جمهوری اسلامی به قتل رسید.

عارف غلامی، دیگر مدافع آبی‌ها که اخیراً به‌دلیل حمایت از خیزش مردم ایران، به‌دستور سردار مصطفی آجرلو، مدیرعامل پیشین استقلال از حضور در بازی‌ها و تمرینات این تیم منع شده بود، پس از قهرمانی نوشت: «سیاه بر تن ایستاده‌ایم برای تمام خانواده‌های عزادار کشورم علی‌الخصوص میلاد زارع عزیز.»

محمد محبی در پست وینگر برای باشگاه فوتبال روستوف در لیگ برتر فوتبال روسیه بازی می‌کند، در قهرمانی سوپر جام فوتبال ایران ۱۴۰۱ تقدیم به مردان و زنان بزرگ همت سرزمینم #میلاد _زارع بابل هوادار استقلال در جنبش خیزش ۱۴۰۱ ایران
بهمن دارالشفایی در پست اینستاگرامی خود گفته:
صدرا سمنانی رهبر می‌گویند: «باریکلا به تک تک بازیکنای استقلال! قهرمان سوپرجام شدن، برای گل که خوشحالی نکردن، بعد بازی خوشحالی نکردن، و مهم‌تر از همه زمان اهدای جام چون حتی یک نفرم خوشحالی نکرد، کلا پخش مراسم رو قطع کردن!» روی پیراهن مهدی قائدی نوشته: «به یاد میلاد زارع، هوادار استقلال»

## واکنش‌ها
محمد تقوی بازیکن سابق تیم استقلال دربارهٔ کشته شدن #میلاد_زارع هوادار آبی‌ها در #اعتراضات_سراسرای نوشت: میلاد عزیز به مانند هر خانواده‌ای که عزیزش را از دست می‌دهد داغدار قتل بی‌رحمانه تو هستم، #استقلال یکی از فرزندانش را از دست داد، روحت شاد که برای آزادی ایران جانت را فدا کردی.
ریکاردو سا پینتو سرمربی استقلال پس از کسب این جام، نسبت به جنبش خیزش ۱۴۰۱ ایران که در جریان بود واکنش نشان داد و از زنان و مردان ایران حمایت کرد و گفت:
ما می خواستیم شادتر باشیم، اما شرایط کشور خوب نیست. "این پیروزی را تقدیم می کنم به زنان و مردان ایرانی که در رنج و سختی هستند." امیدوارم آنها شادی را که شایسته آن هستند داشته باشند زیرا من این افراد را دوست دارم و این مهم تر از فوتبال است.
کاربران شبکه‌های اجتماعی از اینکه بازیکنان استقلال از میلاد زارع، «هوادار استقلالی که در بابل توسط نیروهای سرکوب کشته شد»، یاد نمی‌کنند گله‌مند هستند.
این در حالی است که دوستان میلاد زارع، کیکی با طرح باشگاه استقلال برای تولد این هوادار کشته شده، بر سر مزارش قرار دادند.

## قهرمان
| قهرمان سوپرجام فوتبال ایران ۱۴۰۱ |
| -------------------------------- |
| استقلال                          |
| نخستین قهرمانی                   |